# Stenasellus simonsi
Stenasellus simonsi là một loài chân đều trong họ Stenasellidae. Loài này được Messana miêu tả khoa học năm 1999.